# Пюрбеев, Анджур Пюрбеевич
Анджур Пюрбеевич Пюрбеев (29 сентября / 12 октября 1904, Манычский улус — 16 января 1938) — советский калмыцкий государственный и партийный деятель.

## Биография
С девяти лет работал батраком. Окончил Ики-Бурульскую аймачную начальную (четырёхлетнюю) сельскую школу, позднее эта школа была названа его именем. Учился 6 месяцев в ВНУ, не закончил. Окончил педтехникум, 4 года.
Член ВКП(б) с июня 1925 года (кандидат с мая 1924). С сентября 1925 по ? — секретарь Калмыцкого обкома ВЛКСМ. С ноября 1925 — член президиума облсовпрофа. Был делегатом XIV Всероссийского съезда Советов рабочих, крестьянских и красноармейских депутатов (10-18.05.1929)
В 1929—1930 годах[уточнить] — председатель Центрального исполнительного комитета Калмыцкой области. С 10 января 1934 по 30 ноября 1935 — 1-й секретарь комитета ВКП(б) Калмыцкой автономной области. С 2 ноября 1935 по октябрь 1937 — председатель Совета народных комиссаров Калмыцкой АССР. В его правление, 20 октября 1935 года, статус Калмыкии был повышен с области до АССР.
В октябре 1937 года арестован НКВД в Элисте по обвинению в буржуазном национализме. Одним из пунктов обвинения стало участие в издании национального калмыцкого эпоса «Джангр». Расстрелян 16 января 1938 года. Позднее реабилитирован.

## Семья
Был женат. Жена — Нимя Хараевна Коваева. Сыновья Лев и Эренцен.